# Ohara Takahiro
Takahiro Ohara (sinh ngày 6 tháng 12 năm 1986) là một cầu thủ bóng đá người Nhật Bản.

## Sự nghiệp câu lạc bộ
Takahiro Ohara đã từng chơi cho Tokushima Vortis, Grulla Morioka và Fukushima United FC.